# برجکی بایر
برجکی بایر (نام علمی: Turritella bayeri) نام یک گونه از سرده برجکی‌ها است.